# 栗秀真
栗秀真（1915年—2011年7月），女，河南沁阳人，中华人民共和国政治人物，曾任国家计划生育委员会党组副书记、副主任，中国计划生育协会顾问。